# 錫爾弗斯普林斯 (內華達州)
錫爾弗斯普林斯（英語：Silver Springs）是位於美國內華達州萊昂縣的普查規定居民點。

## 歷史
錫爾弗斯普林斯的郵局自1954年營運至今。

## 人口
根據2020年美國人口普查的數據，錫爾弗斯普林斯的面積為199.78平方千米，當中陸地面積為185.51平方千米，而水域面積為14.27平方千米。當地共有人口5629人，而人口密度為每平方千米28.18人。